# 24 Oras
24 Oras ist die Hauptnachrichtensendung des philippinischen Fernsehsenders GMA Network. Die Sendung wird täglich abends ausgestrahlt.
24 Oras wurde erstmals am 15. März 2004 aus Studio 2 des GMA Network Center ausgestrahlt und ersetzte die Nachrichtensendung Frontpage: Ulat ni Mel Tiangco. Mel Tiangco und Mike Enriquez fungierten als Moderatoren, während Pia Guanio als Moderatorin für das Segment Showbiz Time (später „Chika Minute“) fungierte.
Am 10. November 2014 trat Vicky Morales der Nachrichtensendung bei. Am 29. Mai 2015 verließ Guanio das Programm und wurde am 15. Juni durch Iya Villania ersetzt. Am 24. August 2018 fungierte Atom Araullo als Ersatzmoderator für Enriquez, der sich aus gesundheitlichen Gründen beurlaubten ließ. Enriquez kehrte am 26. November 2018 zum Programm zurück.
Im März 2020 verschärften sich aufgrund der die COVID-19-Pandemie die Rahmenbedingungen und Enriquez zog sich vorübergehend vom Programm zurück, Tiangco moderierte das Segment „Kapusong Totoo“ per Sprachaufzeichnung, Araullo und Jessica Soho fungierten zusammen mit Morales und Villania als Moderatoren, während Cruz ihre Segmente im home office moderierte. Im April 2020 wurden Gebärdensprachdolmetscher in das Programm aufgenommen. Am 1. Juni 2020 kehrten Enriquez, Tiangco und Cruz als Moderatoren vom Studioset der Sendung zurück. Am 11. Oktober 2021 trat Kim Atienza dem Programm bei, um das „KuyaKimAnoNa-Segment“ zu moderieren.
Im Dezember 2021 ließ sich Enriquez erneut aus gesundheitlichen Gründen von der Show beurlauben. Im folgenden Jahr kehrte Villania als Moderatorin vom Studioset der Nachrichtensendung zurück. Am 28. März 2022 kehrte Enriquez zur Show zurück. Nach einigen Monaten wurde Enriquez in der Nachrichtensendung wieder inaktiv. Am 29. August 2023 verstarb Enriquez.
Seit dem 7. August 2023 trat Martin Javier dem Programm bei und moderiert das Game Changer-Segment.

## Ehemalige Moderatoren
- Mike Enriquez (2004–2023)
- Jiggy Manicad (2010–2018)